# Dioscorea cyanisticta
Dioscorea cyanisticta är en enhjärtbladig växtart som beskrevs av J.D.Sm. Dioscorea cyanisticta ingår i släktet Dioscorea och familjen Dioscoreaceae. Inga underarter finns listade i Catalogue of Life.